# Florent Bernard
«  FloBer » redirige ici. Pour les articles homophones, voir Flober et Flaubert.
Florent Bernard, aussi appelé FloBer, né le 21 juillet 1991 au Creusot (Saône-et-Loire), est un réalisateur et scénariste français.
Membre du collectif Golden Moustache de 2012 à 2016, où il a scénarisé et réalisé près d'une vingtaine de sketchs, il est depuis 2015 en collaboration avec Canal+ (Bloqués, Pitch, La Flamme) et anime le FloodCast.

## Biographie
Florent Bernard naît le 21 juillet 1991 au Creusot (Saône-et-Loire), et grandit à Autun. Après un baccalauréat littéraire au lycée Bonaparte d'Autun, il déménage en Seine-et-Marne pour étudier le cinéma dans une faculté d'audiovisuel.
À partir de 2010, il effectue de la figuration pour les web-séries Nerdz (saison 4) et Karaté Boy (saison 2). À la suite de quoi il devient stagiaire-monteur, pour sa licence, au Golden Show de Davy Mourier et Monsieur Poulpe, réalisé par François Descraques. En 2012, il y écrit et réalise son émission Golden Short, qui révèle l'envers du décor du Golden Show. La même année, il aide François Descraques pour le montage de la saison 3 du Visiteur du futur.
Fin 2012, FloBer intègre la plateforme de vidéos humoristiques Golden Moustache, et forme avec Raphaël Descraques, Julien Josselin et Vincent Tirel le groupe Suricate qu'il quitte à la fin de la première saison à cause de divergences artistiques.
Par la suite, il continue d'écrire et de réaliser des sketchs pour Golden Moustache.
Entre 2015 et 2025, il réalise et anime le podcast audio Floodcast avec Adrien Ménielle, où il discute avec ses invités, généralement issus du milieu de l'humour sur Internet. La deuxième saison de l'émission débute en septembre 2016. Le 21 octobre 2019, il fait son premier podcast en live au Bataclan, produit par Antoine Piombino[source secondaire nécessaire] (cofondateur de Fréquence Moderne et présentateur du podcast 2 heures de perdues) devant une salle remplie. En 2022, ils font une tournée de sept dates, dont l'Olympia. Ils terminent la production du podcast après 10 saisons, alors que Florent Bernard multiplie les projets et ne parvient plus à suivre une production hebdomadaire.
En 2015, il travaille comme auteur, avec Orelsan, Gringe, Clément Cotentin, Kyan Khojandi et Bruno Muschio pour la série télévisée Bloqués, diffusée sur Canal+ jusqu'au 5 août 2016.
En 2018, il écrit sur deux séries pour la nouvelle plateforme de streaming YouTube Premium : Groom, dont il est le cocréateur et scénariste de plusieurs épisodes, et Les Emmerdeurs,, sur laquelle il a écrit les dialogues additionnels et scénarisé deux épisodes.
En 2019, il co-scénarise La Flamme avec Jonathan Cohen et Jérémie Galan pour la chaîne Canal+, une adaptation de la série américaine Burning Love,. La même année, il écrit la bande-dessinée Ollie et l'Alien aux éditions Delcourt, dessinée par David Combet.
En 2022, il co-écrit son premier long-métrage, avec Malik Bentalha et Tristan Schulmann pour le film Jack Mimoun et les secrets de Val Verde. L’année suivante, il co-écrit le film Vermines avec Sébastien Vaniček.
Le 10 avril 2024 sort son premier long-métrage en tant que réalisateur, Nous, les Leroy, avec Charlotte Gainsbourg et José Garcia dans les rôles principaux,. Le film explore les thèmes de la famille, de la vie en Bourgogne et l'univers des zones d'activité économique.
En 2024, FloBer annonce qu'il collabore de nouveau avec Sébastien Vaniček pour co-scénariser le prochain film spin-off de la saga d'horreur Evil Dead, Evil Dead Burn.

## Filmographie

### Réalisateur
- 2012 : Suricate (sketchs sur internet)
- 2012-2015 : Golden Moustache (sketchs sur internet)
- 2016 : Le Tour du Bagel (Canal +)
- 2018 : McWalter 3 (Mister V)
- 2024 : Nous, les Leroy

### Scénariste
- 2012-2015 : Golden Moustache (sketchs sur internet)
- 2015 : Golden Moustache - Spécial Parodies (W9)
- 2015 : Le Tour du Bagel (Canal +)
- 2015 : Bloqués (Canal+)
- 2017 : Vestiaires, saison 7 (France 2)
- 2017 : Presque adultes (TF1)
- 2018 : Les Emmerdeurs (YouTube Originals)
- 2018-2020 : Groom (YouTube Originals)
- 2019-2020 : Pitch (Canal +)
- 2020 : La Flamme (Canal+)
- 2022 : M.S.T. (émission à sketchs de Mister V)
- 2022 : Le Flambeau : Les Aventuriers de Chupacabra (Canal+)
- 2022 : Jack Mimoun et les secrets de Val Verde de Malik Bentalha et Ludovic Colbeau-Justin
- 2023 : Vermines de Sébastien Vaniček
- 2024 : Nous, les Leroy de lui-même
- 2026 : Evil Dead Burn de Sébastien Vaniček[16]

### Acteur
- 2010 : Nerdz de Davy Mourier, Monsieur Poulpe et Didier Richard : Le gothique
- 2011 : Karaté Boy de Monsieur Poulpe et Davy Mourier : Jacob Delafon
- 2012 : Le Golden Show de François Descraques
- 2013 : Palmashow l'émission de Jonathan Barré, David Marsais et Grégoire Ludig
- 2014 : Le Visiteur du futur de François Descraques : Bernie (saison 4)
- 2015 : Reboot : l'homme d'entretien
- 2015 : Les Dissociés de Raphaël Descraques : caméo
- 2016 : Dead Floor de François Descraques : Max
- 2016 : Dead Landes de François Descraques : Max
- 2016 : Balek de Théodore Bonnet et Jérôme Niel : voix-off
- 2019 : Ce soir c'est Palmashow de Jonathan Barré, David Marsais et Grégoire Ludig : chanteur du groupe Babylone
- 2020 : La Flamme de Jonathan Cohen, Jérémie Galan et Florent Bernard : vendeur de costume
- 2025 : Bref. de Kyan Khojandi et Bruno Muschio : Le comique (saison 2)

## Publication

### Bande dessinée
- 2020 : Ollie et l'Alien (Delcourt), avec David Combet au dessin